# 2009年問題
2009年問題（2009ねんもんだい）とは、製造業（派遣先）において、同一部署で連続3年以上派遣契約を結べなくなる年問題である。派遣労働者を企業が直接採用するか、請負に切り替えなければならない。

## 概説
構造改革による経済財政諮問会議・規制改革会議等の政策提言により、2004年の労働者派遣法の改正によって規制を緩和。これまで認められてこなかった製造業への労働者の派遣が認められるようになった。派遣期間について、当初は1年間という制限が設けられていたが、2007年の同法改正によりそれが原則1年、最長3年間へと延長になった。
その後、2006年に発覚した偽装請負の問題が起こり、製造業界側は規制が厳しい請負から派遣へ労働力をシフトをした。そういうこともあり、2006年度の製造業への派遣労働者は前年度の3倍以上にも膨れ上がった。
その期間に採用した派遣労働者があり、その部署で派遣契約がなされ、派遣労働者を同一部署で連続3年間（その期間は同一労働者、同一派遣業者、同一派遣契約とは限らない。複数の契約であってもクーリング期間が無い限り同様）使い続け直接雇用もしなかった結果、契約期間を切らなければならないことによって生じる問題が、製造業界における2009年問題である。
派遣法は立法時、労働者側に納得してもらう理由から、諸外国のように派遣期間が終了した場合「直接雇用」をすると匂わせ、限度を設けた。直接雇用は正規雇用ではなく期間雇用にすることも可能であるため、労働者側に不利な法律となっている。

## 対策
労働者派遣法により、3年間を超えた場合、再び派遣契約を行う場合は一定期間（3ヶ月間以上）クーリング期間をおかなければいけないと定められている。そうなると、その間の操業が止まることになり、会社としては大きな損失を負うことになる。
現実的には、派遣から請負へ変更するか、直接雇用に切り替えるしか対策はない。
なお、前述の請負偽装の問題で違法行為を行った企業のひとつであるキヤノンは、2008年中にグループ全体で1万2千人いる契約社員のうち、半数を期間社員、残りの半数を業務請負に切り替えると発表した。
他にトヨタのグループ企業であるトヨタ車体は、対策として最小の職場単位である生産ラインの2交代勤務の『直』ごとに3ヶ月と1日、派遣を受け入れない期間をつくり、最初の3ヶ月と1日は、派遣をすべてA直に集めて、B直は派遣をゼロとして、その後に続く3ヶ月と1日は、派遣をすべてB直に集めて、A直は派遣をゼロとするという方法でクーリングが成立し、法律がクリアできるとの判断の元、全社（富士松、刈谷、吉原、いなべ）で実施し、来年五月までに全社で完了する予定であることが2008年10月7日の衆議院予算委員会にて日本共産党の志位和夫議員がおこなった質疑により明らかとなった。
こういった手段により2009年問題をクリアできるかどうかについては、舛添厚労相は明言を避けた為、現時点では不透明である。厚生労働省が9月26日に出した通達では企業が3ヶ月だけ直接雇用し派遣に戻す方法、クーリング期間3ヶ月を経て同じ部署で派遣を使用するのは違法であるとした。上記のトヨタのような手法や同一工場内での部署移動を利用してのクーリングが今後活発に行われるものと思われるが、合法であるかは疑問視されている。また請負化を活発に進める派遣元、派遣先も多いと思われるが、以前に偽装請負が問題になった時期もあり行政の厳しい監視の目が求められている。
このような中、2008年に生じた世界金融危機による不況に乗じる形で、派遣側がかなり強引に派遣労働者の契約解除、契約更新停止（派遣切り）を行ったため、この問題は派遣労働者の大量解雇という最悪の形で（企業側にとっては）解決した。
この問題の「期限切れ」である2009年3月末に生じる派遣労働者の失業者数は、厚労省の予想では約8万5千人といわれている。が、一部には40万人を超えるという予想もある。